# L'Âge du cœur
Le Chemineau je francouzský němý film z roku 1906. Režisérem je Albert Capellani (1874–1931). Film trval zhruba 4 minuty.

## Děj
Starý generál zjistí, že ho mladá žena podvedla s mužem v jejím věku, a tak se rozhodne zastřelit se.